# Mar Coll
Mar Coll (Barcelona, 1981) es una guionista y directora de cine española.

## Biografía
Estudió en el Liceo Francés y desde siempre le interesó el cine. Continuó sus estudios en la Escola Superior de Cinema i Audiovisuals de Catalunya entre 1999 y 2003. En 2004 presentó el corto que había hecho en la escuela, La última polaroid, que obtiene el premio a la Mejor dirección Dentro de la categoría Nueva Autoría patrocinada por la SGAE el 38.º Festival Internacional de Cine de Cataluña 2005.
La muerte del su abuelo y pasar por todo el proceso de resolver asuntos triviales relacionados con lel deceso, fue la puerta para escribir el guion de Tres días con la familia para el proyecto Opera Prima de ESCAC. Tras arrasar en la edición de 2010 de los premios Gaudí por este film, gana el premio Goya a la Mejor directora novel.
En 2013 estrenó su segundo largometraje, Tots volem el millor per a ella (Todos queremos lo mejor para ella) inaugurando la Seminci de Valladolid, que otorgó la Espiga de Plata como mejor actriz a Nora Navas. Recibió otros premios, como el Gaudí a la mejor protagonista y una nominación al Goya.  
El viernes, 25 de mayo de 2018, estrenó la miniserie Matar al padre (Movistar+) y en 2023 dirigió tres capítulos de Esto no es Suecia (RTVE Play), sobre la maternidad, Premio Ondas mejor serie de comedia 2024 
Insistió en el tema de la maternidad en Salve María (2024) de la que es directora y guionista, Premio Feroz mejor película dramática 2025. 
En 2022 se anunció que Mar Coll dirigirá con Aina Calleja, la película Bienvenido Mr. Hollywood.   

## Nominaciones y premios

### Premios
- Biznaga de plata a la mejor dirección por Tres días con la familia,[11] en el Festival de cine español de Málaga.
- Premio Gaudí a la mejor dirección por Tres días con la familia.
- Premio Goya al mejor director novel por Tres días con la familia.[12]
- Premio ALMA al mejor guion por La inquilina, en el Festival de Cine de Alcalá de Henares de 2016.
- Premio Gaudí Mejor Guion adaptado 2025, junto a Valentina Viso, por la película Salve Maria. [13]

### Nominaciones
- Nominada Gaudí al mejor guion por Tres días con la familia.
- Nominada Gaudí a la mejor dirección por Todos queremos lo mejor para ella.
- Nominada Gaudí al mejor guion por Todos queremos lo mejor para ella.
- Nominada al Goya al mejor guion adaptado por Salve María.

## Filmografía

### Largometrajes
- Tres días con la familia (2009) Dirección y guion
- Todos queremos lo mejor para ella (2013) Dirección y coguionista
- Salve María (2024) Dirección y coguionista[14]

### Cortometrajes
- La última polaroid (2004)[15]
- La inquilina (2015)

### Series de televisión
- Matar al padre (2018, Movistar+) Guion y dirección[16]
- No me gusta conducir (2023. TNT)  Coguionista
- Esto no es Suecia (2024, RTVplay) Dirección  [7]